# Acajete (Puebla)
Acajete è una municipalità dello stato di Puebla, nel Messico centrale, il cui capoluogo è la località omonima.
Conta 60.353 abitanti (2010) e ha una estensione di 185,46 km². 	 	
Il significato del nome della località in lingua nahuatl è Nel bacino d'acqua.